# Opération Asbury Park
Guerre d'Afghanistan
L'opération Asbury Park est un déploiement du groupe opérationnel 1/6 BLT de la 22e Marine Expeditionary Unit du 2 au 17 juin 2004, qui a engagé les talibans et d'autres forces anti-coalition dans la province d'Orozgan et la province de Zabol, en Afghanistan. Cette opération s'est caractérisée par des combats atypiques du côté de la tactique des talibans et des autres guérillas rencontrées.
Pendant Asbury Park, la 22e unité expéditionnaire des marines est confrontée à un adversaire qui engage les forces des Marines, plutôt que les méthodes traditionnelles hit-and-run (ou « attaque asymétrique »). Ainsi, les Marines, avec l'aide des avions B-1B Lancer, A-10 Warthog et AH-64 Apache, se livrent à des « batailles rangées chaque jour », aboutissant à un affrontement majeur le 8 juin.
Le dernier des combats ayant eu lieu près de Dai Chopan le 8 juin fut décisif dans la mesure où les forces ennemies ont été épuisées à tel point qu'aucun contact supplémentaire ne fut établi avec l'adversaire pendant la durée de l'opération. Les attaques simultanées des talibans sur trois plans le 8 juin 2004 entraîna plus de quatre-vingt-cinq morts confirmées, avec des estimations bien dépassant les 100 morts, pour environ 200 à 300 blessés, avec des dizaines de capturés. Alors que tout au long de l'opération, une « poignée » de forces américaines et de la milice afghane ont été blessées.
L'opération Asbury Park a été suivi par l'opération Asbury Park II, qui comprenait du personnel de l'armée de la 25e division d'infanterie, des troupes de l'armée nationale afghane et des Marines attachés.